# Гізела Австрійська
Гізела Австрійська, повне ім'я Гізела Луїза Марія (нім. Gisela Louise Marie, Erzherzogin von Österreich, Prinzessin von Bayern), (12 липня 1856—27 липня 1932) — ерцгерцогиня Австрійська, принцеса Баварська, донька імператора Австрії Франца Йозефа I та імператриці Сіссі, дружина баварського принца Леопольда Віттельсбаха.

## Біографія
Принцеса Гізела народилася 12 липня у Лаксенбурзі в Австрії в родині імператора Франца Йосифа I та його дружини Сіссі. Її матері на той час було 18, а старшій сестрі Софії виповнився рік. Своє ім'я Гізела отримала на честь прародительки Габсбургів Гізели. Охрещена вона була Гізеллою та все життя писала ім'я з однією л.

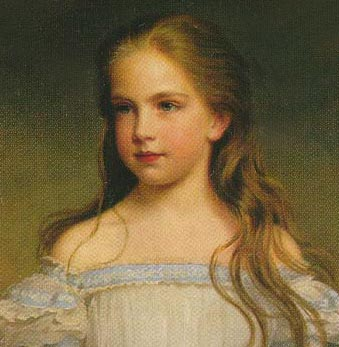
Гізела в дитячі роки

1857-го імператорська пара вирушила у подорож Угорщиною і взяла доньок із собою. Під час поїздки дівчатка захворіли на діарею. Гізела швидко прийшла до норми, а Софія дедалі слабшала і невдовзі померла. Смерть першої дитини дуже вплинула на психіку Сіссі і до кінця життя вона страдала на приступи депресії.
1858 року у Гізели з'явився молодший брат — Рудольф, а ще через десять років — сестра Марія Валерія. Її та брата виховувала бабуся Софія, Валерію ж залишили на піклування матері. Багато часу проводячи разом, Гізела із братом тісно потоваришували.
У віці шістнадцяти років Гізела одружилася із своїм кузеном Леопольдом Баварським, який був старшим від неї на 10 років. Франц Йосиф I дуже схвально поставився до вибору доньки. Після весілля Гізелу в Мюнхені привітно зустріла родина Леопольда. Із чоловіком вони оселилися в палаці в Швабінгу.
Гізела активно займалася благочинністю, створила кілька благочинних фондів для підтримки незаможних верств населення, сліпих та глухих. В Мюнхені її називали «Добрим янголом з Відня». Під час революції 1918 року королівська родина втекла з Мюнхена, Гізела ж залишилася в палаці і брала участь у виборах в Національну асамблею, що відбулися 1919 року.
У 1923 році принцеса із чоловіком відсвяткували золоте весілля. Через сім років Леопольд помер. Гізела пережила його на два роки і пішла з життя 27 липня 1932 року. Похована поруч із чоловіком в церкві Святого Михаїла в Мюнхені.

## Родина

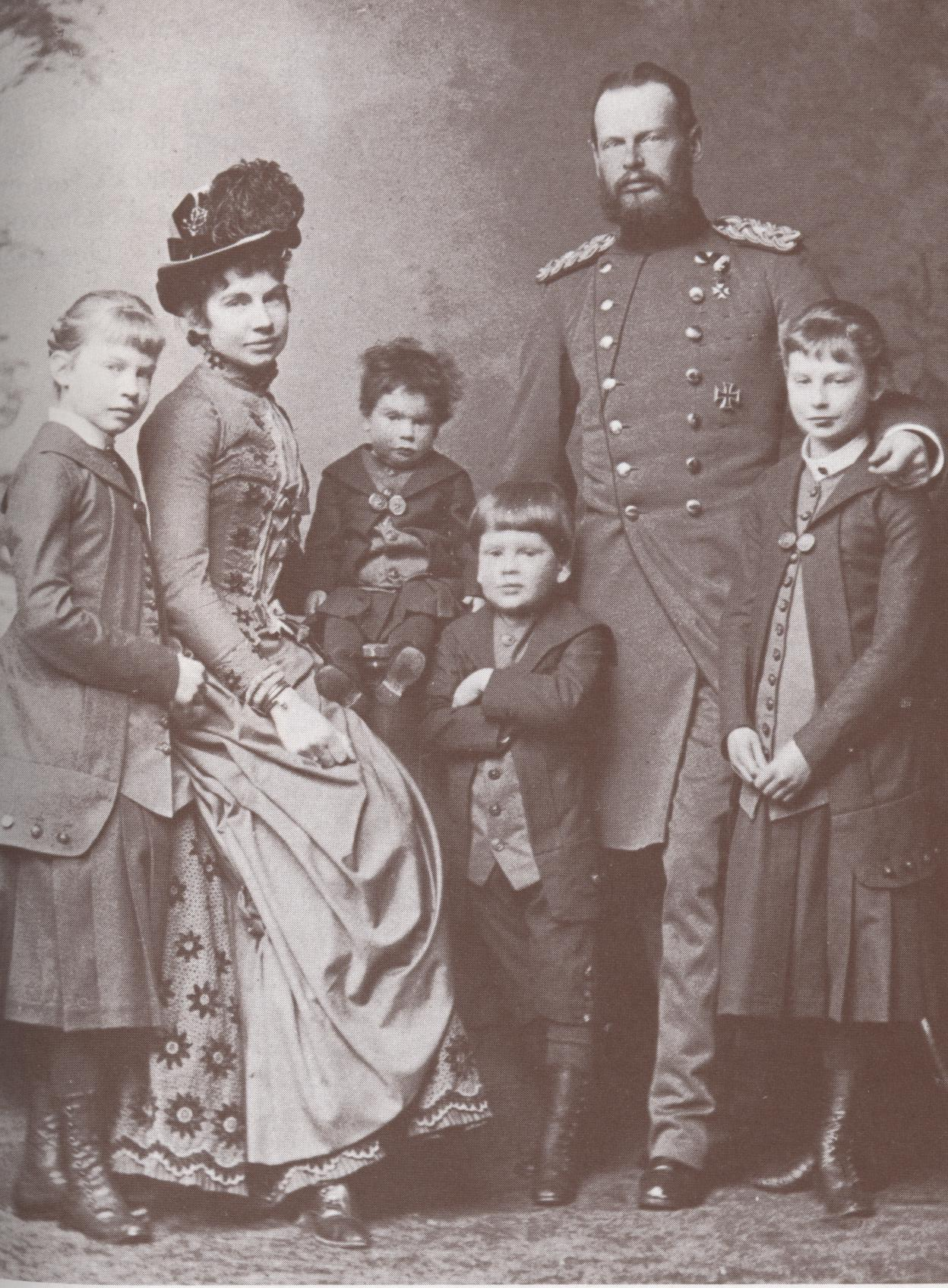
Гізела із родиною, 1885

Чоловік — Леопольд Баварський, Діти:
- Єлизавета Марія (1874—1957) — дружина графа Отто фон Зіфріда, мала п'ятьох доньок та сина.
- Августа Марія (1875—1964) — дружина ерцгерцога Австрійського Йозефа Августа, мала шестеро дітей.
- Георг (1880—1943) — принц Баварський. Кавалер Ордену Золотого Руна. Одружений із ерцгерцогинею Ізабеллою Австрійською. Законних нащадків не залишив.
- Конрад (1883—1969) — принц Баварський. Кавалер Ордену Золотого Руна. Одружений із принцесою Боною Маргаритою Савойською, мав сина та доньку.

## Нагороди
Австро-Угорщина:
- Благородний орден Зоряного хреста;
- Великий хрест ордену Єлизавети;

Баварське королівство:
- Орден Терези;
- Орден Св. Єлизавети;

Португальське королівство:
- Орден Св. Ізабелли;

Іспанія:
- Орден королеви Марії Луізії;